# Палфри, Сара
Сара Хэммонд Палфри Фабиан Кук Данциг (англ. Sarah Hammond Palfrey Fabian Cooke Danzig; 18 сентября 1912, Шарон, Массачусетс — 27 февраля 1996, Нью-Йорк) — американская теннисистка и спортивная журналистка, четвёртая ракетка мира в 1934 году. Победительница 18 турниров Большого шлема во всех разрядах, девятикратная обладательница Кубка Уайтмен. Член Национального (позже Международного) зала теннисной славы с 1963 года.

## Биография
За свою жизнь Сара Палфри, родившаяся в Шароне (Массачусетс) в 1912 году, побывала замужем трижды. В октябре 1934 года она вышла замуж за Маршалла Фабиана, однако детей в этом браке не имела и в конце 1930-х годов подала на развод и восстановление девичьей фамилии, объясняя это решение жестоким отношением со стороны мужа. Получив развод в июле 1940 года, уже в начале октября того же года она вышла замуж вторично — за теннисиста Элвуда Кука, своего партнёра по выигрышу чемпионата Франции 1939 года. От этого брака у Сары родилась одна дочь — Дайана.
Сара и Элвуд развелись в 1949 году, но после этого Сара продолжала сотрудничать с бывшим мужем в его школе тенниса и гольфа в Нью-Йорке. В 1951 году Палфри вышла замуж в третий раз — за административного работника нью-йоркской компании связи Джерома Данцига — и прожила с ним до самой смерти, родив ему сына.
По окончании выступлений Палфри оставалась членом светских кругов Бостона и Нью-Йорка. Часть своего времени она уделяла спортивной журналистике. В 1950 году вместе со своей давней партнёршей по корту Элис Марбл Палфри организовала общественную поддержку чернокожей теннисистки Алтеи Гибсон, которую USTA не допускала к участию в чемпионате США, открытому в это время только для белых игроков. В 1956—1957 годах она работала редактором спортивных программ на телеканале NBC, а с 1965 года была консультантом по рекламе в журнале World Tennis, налаживая контакты с рекламодателями не за бокалом мартини, а на теннисных кортах манхэттенского спортклуба. В 1946 и 1966 году свет увидели два учебника теннисной игры за её авторством.
Сара Палфри-Данциг умерла в феврале 1996 года от рака лёгкого, оставив после себя третьего мужа, сына и дочь.

## Игровая карьера
Сара Палфри выросла в семье с богатыми теннисными традициями; три её сестры в разное время выигрывали американские турниры национального уровня. С самой Сарой с раннего возраста занималась Хейзел Хочкисс-Уайтмен, одна из лучших теннисисток начала века и основательница Кубка Уайтмен — ежегодного матча сборных США и Великобритании. Благодаря урокам Уайтмен Сара Палфри часто применяла в своей игре выходы к сетке и особенно успешно выступала в парах.
Уже в 14 лет, в 1927 году, Сара стала чемпионкой США на травяных кортах в парном разряде среди девушек. С 1928 по 1930 годы Палфри трижды подряд выигрывала национальный чемпионат США среди девушек уже в одиночном разряде. В 1930 году она уже показывала хорошие результаты и среди взрослых, дойдя до финала в женском парном разряде на Уимблдонском турнире и выиграв в этом же разряде чемпионат США с британкой Бетти Натхолл.
В конце года Палфри впервые была приглашена в сборную США для участия в Кубке Уайтмен, а со следующего года выигрывала его девять раз подряд — вплоть до начала Второй мировой войны. С 1932 по 1941 год она выиграла чемпионат США в женских парах ещё восемь раз с тремя разными партнёршами, добавив две победы с Элис Марбл на Уимблдонском турнире в два предвоенных года. Её успехи в миксте были также впечатляющими — с 1932 по 1941 год она четырежды выиграла чемпионат США с четырьмя разными партнёрами, а в 1939 году победила со своим будущим мужем Элвудом Куком в чемпионате Франции.
С 1933 по 1939 год Палфри шесть раз входила в список десяти лучших теннисисток мира, ежегодно публикуемый газетой Daily Telegraph. Своё лучшее место в нём — четвёртое — она заняла в 1934 году, когда впервые в карьере дошла до финала турнира Большого шлема в одиночном разряде, уступив в решающем матче чемпионата США более опытной Хелен Джейкобс. На следующий год Джейкобс и Палфри второй раз подряд встретились в финале чемпионата США, но победил снова опыт. Лишь в 1941 году, с 13-й попытки, Палфри-Кук сумела стать чемпионкой США, обыграв в финале молодую Полин Бетц. Через четыре года они снова встретились в финале с тем же результатом. Завоевав свой второй титул в 33 года 11 месяцев и 16 дней, Палфри занимает третье место в списке самых возрастных чемпионок США в одиночном разряде. В том же году она едва не стала первой женщиной в истории, выигравшей крупный мужской турнир: из-за нехватки участников на Чемпионате трёх штатов в Цинциннати ей позволили выступать с Элвудом Куком в турнире мужских пар, и они дошли до финала, проиграв там Биллу Талберту и Хэлу Серфейсу. В общей сложности к 1945 году Сара Палфри завоевала 63 титула на чемпионатах США на различных видах кортов (травяных, грунтовых, хардовых и крытых) и в разных разрядах. Между 1939 и 1945 годами она входила в десятку лучших теннисисток США, составляемую USTA, 13 раз, в 1941 и 1945 годах занимая в ней первое место.
После 1946 года Палфри-Кук вместе с Полин Бетц присоединилась к профессиональному теннисному туру, выступавшему в различных городах США. По некоторым сведениям, обе участницы получили за выступления равный гонорар — по десять тысяч долларов. После этого Палфри завершила игровую карьеру. Её имя было включено в списки Национального (позже Международного) зала теннисной славы в 1963 году.

## Финалы турниров Большого шлема за карьеру

### Одиночный разряд (2-2)
| Результат | Год  | Турнир            | Покрытие | Соперница в финале | Счёт в финале |
| --------- | ---- | ----------------- | -------- | ------------------ | ------------- |
| Поражение | 1934 | Чемпионат США     | Трава    | Хелен Джейкобс     | 1-6, 4-6      |
| Поражение | 1935 | Чемпионат США (2) | Трава    | Хелен Джейкобс     | 2-6, 4-6      |
| Победа    | 1941 | Чемпионат США     | Трава    | Полин Бетц         | 7-5, 6-2      |
| Победа    | 1945 | Чемпионат США (2) | Трава    | Полин Бетц         | 3-6, 8-6, 6-4 |

### Женский парный разряд (11-4)
| Результат | Год  | Турнир                  | Покрытие | Партнёрша       | Соперницы в финале                      | Счёт в финале |
| --------- | ---- | ----------------------- | -------- | --------------- | --------------------------------------- | ------------- |
| Поражение | 1930 | Уимблдонский турнир     | Трава    | Эдит Кросс      | Элизабет Райан Хелен Уиллз-Муди         | 2-6, 7-9      |
| Победа    | 1930 | Чемпионат США           | Трава    | Бетти Натхолл   | Эдит Кросс Анна Маккьюн Харпер          | 3-6, 6-3, 7-5 |
| Победа    | 1932 | Чемпионат США (2)       | Трава    | Хелен Джейкобс  | Элис Марбл Марджори Моррилл             | 8-6, 6-1      |
| Поражение | 1934 | Чемпионат Франции       | Грунт    | Хелен Джейкобс  | Симона Матьё Элизабет Райан             | 6-3, 4-6, 2-6 |
| Победа    | 1934 | Чемпионат США (3)       | Трава    | Хелен Джейкобс  | Дороти Андрус Каролин Бабкок            | 4-6, 6-3, 6-4 |
| Победа    | 1935 | Чемпионат США (4)       | Трава    | Хелен Джейкобс  | Дороти Андрус Каролин Бабкок            | 6-4, 6-2      |
| Поражение | 1936 | Уимблдонский турнир (2) | Трава    | Хелен Джейкобс  | Фреда Джеймс Кей Стаммерс               | 2-6, 1-6      |
| Поражение | 1936 | Чемпионат США           | Трава    | Хелен Джейкобс  | Каролин Бабкок Марджори Глэдман-ван Рин | 7-9, 6-2, 4-6 |
| Победа    | 1937 | Чемпионат США (5)       | Трава    | Элис Марбл      | Каролин Бабкок Марджори Глэдман-ван Рин | 7-5, 6-4      |
| Победа    | 1938 | Уимблдонский турнир     | Трава    | Элис Марбл      | Симона Матьё Билли Йорк                 | 6-2, 6-3      |
| Победа    | 1938 | Чемпионат США (6)       | Трава    | Элис Марбл      | Ядвига Енджеёвская Симона Матьё         | 6-8, 6-4, 6-3 |
| Победа    | 1939 | Уимблдонский турнир (2) | Трава    | Элис Марбл      | Хелен Джейкобс Билли Йорк               | 6-1, 6-0      |
| Победа    | 1939 | Чемпионат США (7)       | Трава    | Элис Марбл      | Кей Стаммерс Фреда Хаммерсли            | 7-5, 8-6      |
| Победа    | 1940 | Чемпионат США (8)       | Трава    | Элис Марбл      | Дороти Банди Марджори Глэдман-ван Рин   | 6-4, 6-3      |
| Победа    | 1941 | Чемпионат США (9)       | Трава    | Маргарет Осборн | Дороти Банди Полин Бетц                 | 3-6, 6-1, 6-4 |

### Смешанный парный разряд (5-5)
| Результат | Год  | Турнир                  | Покрытие | Партнёр        | Соперники в финале            | Счёт в финале  |
| --------- | ---- | ----------------------- | -------- | -------------- | ----------------------------- | -------------- |
| Победа    | 1932 | Чемпионат США           | Трава    | Фред Перри     | Хелен Джейкобс Эллсуорт Вайнз | 6-3, 7-5       |
| Поражение | 1933 | Чемпионат США           | Трава    | Джордж Лотт    | Элизабет Райан Эллсуорт Вайнз | 9-11, 1-6      |
| Победа    | 1935 | Чемпионат США (2)       | Трава    | Энрике Майер   | Кей Стаммерс Родерих Менцель  | 6-4, 4-6, 6-3  |
| Поражение | 1936 | Уимблдонский турнир     | Трава    | Дон Бадж       | Дороти Раунд Фред Перри       | 9-7, 5-7, 4-6  |
| Поражение | 1936 | Чемпионат США (2)       | Трава    | Дон Бадж       | Элис Марбл Джин Мако          | 3-6, 2-6       |
| Победа    | 1937 | Чемпионат США (3)       | Трава    | Дон Бадж       | Сильвия Энротен Ивон Петра    | 6-2, 8-10, 6-0 |
| Поражение | 1938 | Уимблдонский турнир (2) | Трава    | Хеннер Хенкель | Элис Марбл Дон Бадж           | 1-6, 4-6       |
| Победа    | 1939 | Чемпионат Франции       | Грунт    | Элвуд Кук      | Симона Матьё Франьо Кукулевич | 4-6, 6-1, 7-5  |
| Поражение | 1939 | Чемпионат США (3)       | Трава    | Элвуд Кук      | Элис Марбл Гарри Хопман       | 7-9, 1-6       |
| Победа    | 1941 | Чемпионат США (4)       | Трава    | Джек Креймер   | Полин Бетц Бобби Риггс        | 4-6, 6-4, 6-4  |